# Sonia Elizabeth Rojas Decut
Sonia Elizabeth Rojas Decut (Argentina; 5 de agosto de 1973) es una profesora y política de argentina del Partido de la Concordia Social. Es Senadora de la Nación Argentina por la Provincia de Misiones desde 2023.

## Biografía
Rojas se tituló de profesora en la Universidad Nacional de Misiones y fue diputada Provincial por la Provincia de Misiones entre 2021 y 2023.
En octubre de 2023 fue electa senadora de la Nación Argentina por la Provincia de Misiones en las Elecciones legislativas de 2023.

## Controversias
El 7 de mayo de 2025, Rojas Decut votó, junto al senador Carlos Omar Arce, en contra del proyecto Ficha limpia, que impide a condenados por delitos de corrupción presentarse a cargos públicos. Este hecho, que causó la desaprobación de la ley, resultó una sorpresa ya que durante la sesión previa a la votación la senadora había hecho una firme defensa del proyecto asegurando que "la gente quiere representantes íntegros".